# Județul Dolj
Dolj este un județ situat în sud-vestul regiunii istorice Oltenia din România, aflat în zona cea mai mănoasă (fertilă) și roditoare a Câmpiei Române, într-o zonă ce a oferit, de-a lungul timpului, condiții de climă și mai ales sol dintre cele mai prielnice. Reședința sa este municipiul Craiova.

## Descriere geografică
Privit în ansamblul teritorial al României, Doljul are o poziție sudică-sud-vestică, axată pe cursul inferior al râului Jiu de la care își trage numele (Jiul de Jos sau Doljiu). Teritoriul județului se întinde între 43°43' și 44°42' latitudine nordică și, respectiv, 22° 50' și 24° 16' longitudine estică, adică pe aproximativ un grad latitudinal și un grad și jumătate longitudinal.
Doljul este învecinat cu județele: Mehedinți la vest, Gorj și Vâlcea la nord, Olt la est și fluviul Dunărea la sud, pe o lungime de circa 150 km, distanță ce constituie o parte din granița naturală a României cu Bulgaria.
Suprafața totală este de 7.414 kmp și reprezintă 3,1% din suprafața țării. Din acest punct de vedere Doljul se situează pe locul 7 între unitățile administrativ-teritoriale ale României.
Județul Dolj aparține zonei climatice temperate, cu influențe mediteraneene datorită poziției sud - vestice.  Poziția și caracterul depresionar al terenului pe care îl ocupă, în apropiere de curbura lanțului muntos carpato-balcanic, determină, în ansamblu, o climă mai caldă decât în partea centrală și nordică a țării, cu o medie anuală de 10-11.5 °C.
Relieful județului cuprinde zona de luncă a Dunării, câmpia și zona de deal. Altitudinea crește de la 30 la 350 m față de nivelul mării, din sudul spre nordul județului, formând un larg amfiteatru deschis spre soare. Relieful apare ca niște trepte plate care se ridică sub formă de piramidă din lunca Dunării spre dealurile Amaradiei, de la 30 până la 350 m deasupra nivelului mării. Merită menționat existența în sudul județului a celei mai mari suprafețe nisipoase din țară, în paralel cu un număr impresionant de lacuri formate fie de revărsările Dunării, fie de acumulările de precipitații. După aspectul general predominant al reliefului, Doljul poate fi considerat un județ de câmpie, iar după agentul principal care a generat formele de relief de pe cea mai mare parte a teritoriului său se încadrează perfect în categoria județelor dunărene.
Rețeaua hidrografică este reprezentată de Dunăre care curge între Cetate și Dăbuleni, de Jiu care străbate județul de la Filiași la Zăval pe o distanță de 154 km și de lacuri și iazuri (Lacul Bistreț, Fântâna Banului, Maglavit, Golenți, Ciuperceni).
O mare parte din sudul județului este acoperită de lanuri bogate, vegetația fiind specifică zonei de stepă. În trecut, Câmpia Olteniei era acoperită de păduri de stejar care alternau cu tufărișuri. Influențele climatice și intervenția omului au determinat modificarea învelișului vegetal. În zona Ciupercenii Noi și Apele Vii se întind păduri de salcâm, iar la Verbița, Murgași și Braniște predomină pădurile întinse de stejar.
Fauna terestră și acvatică a suferit modificări generate de vânatul și pescuitul abuziv, multe dintre speciile care populau teritoriul județului Dolj supraviețuind în număr mic sau dispărând cu totul. Dintre speciile care populează regiunile de luncă predomină lișița, barza, egreta precum și unele specii de rozătoare.
Populația județului este de 618.335 locuitori, reprezentând 2,7 % din populația țării.

## Stema județului Dolj

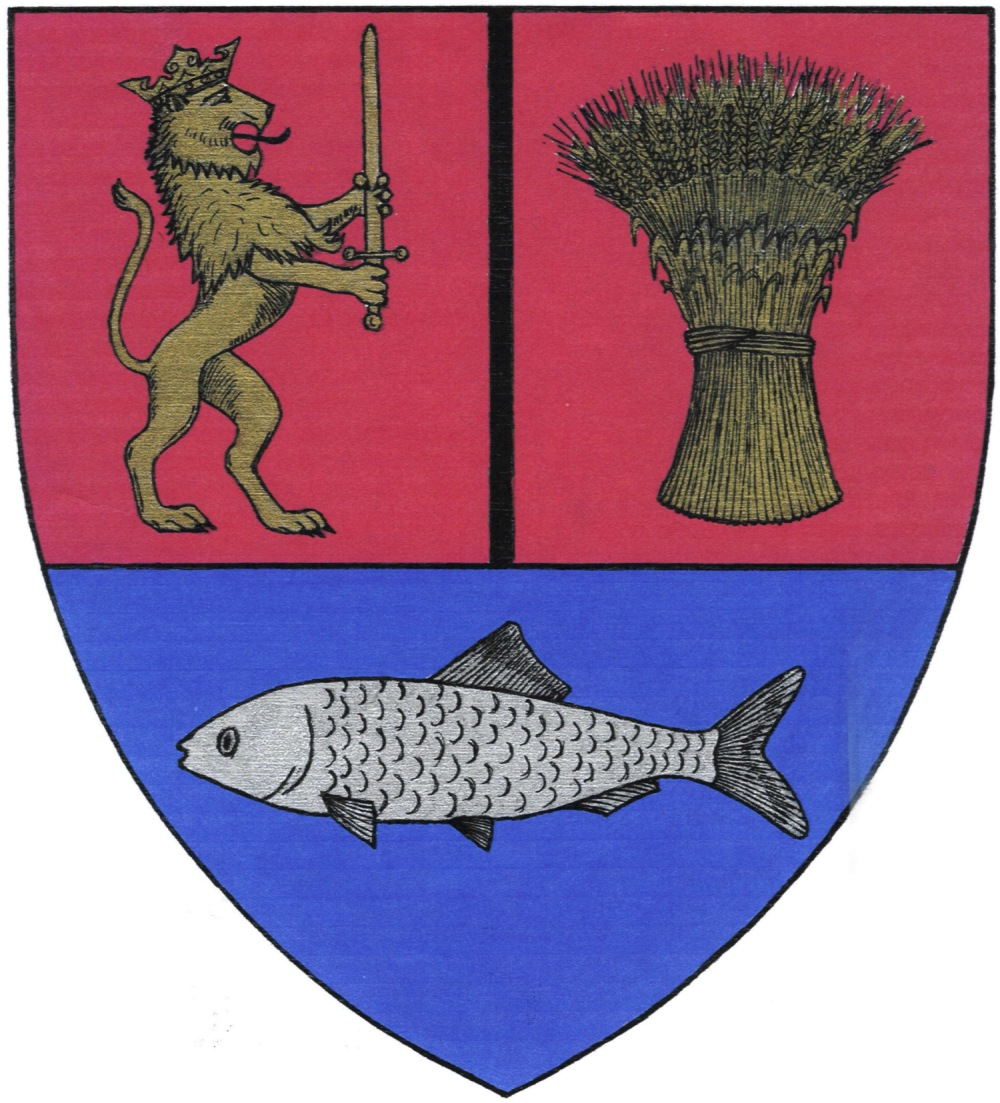
Stema județului Dolj

Este adoptată prin Hotărârea Guvernului nr. 626 din 29 mai 2003 și publicată în Monitorul Oficial nr. 416 din 13 iunie 2003.
Stema județului se compune dintr-un scut triunghiular cu marginile rotunjite, tăiat și retezat. În cartierul unu, în câmp roșu, un leu rampant, încoronat, de aur, armat și limbat cu negru, ținând o sabie de aur, în pal. În cartierul doi, în câmp roșu, un snop de grâu, de aur. În cartierul trei, în câmp albastru, un pește de argint, orientat spre dreapta.
Leul este vechiul simbol al Olteniei, ca provincie istorică românească, și este un corolar al virtuților locuitorilor acestor meleaguri. Snopul de grâu reprezintă bogăția acestui județ și ocupația tradițională a locuitorilor săi. Peștele este un element heraldic tradițional - simbolizându-l poate pe Nocodim Sfântul Patron al Întregii Oltenii și al creștinismului antic roman, Craiova fiind capitala zonei -, înscris în vechea stemă interbelică a județului, și reprezintă bogăția apelor acestei zone, iar prin extrapolare poate deveni un simbol al agilității oamenilor de pe aceste meleaguri.

## Istorie
Dolj, în varianta veche - Doljii - își are originea în limba slavonă (Dole=Jos la care se adaugă Jii, rezultând Doljii, adică Jiul în Aval sau Jiul de Jos. La țară, bătrânii mai spun încă Jii în loc de Jiu. Jii este pluralul numelui Jiu, format prin unirea Jiului de Vest cu Jiul de Est care se unesc la Aninoasa, lângă Petroșani, Județul Hunedoara). Regula se aplică și în cazul Județului Gorj - Gorjii în varianta veche (Gore=Sus - Gorjii = Jiul în Amonte, Jiul de Sus). Prefixele, respectiv adverbele "gore" și "dole" (sus, jos) s-au păstrat în limba română doar în aceste două toponime - Gorj și Dolj, ele rămânând însă de bază în sârbo-croată.
Descoperirile arheologice au relevat că teritoriul Doljului a cunoscut o locuire autohtonă neîntreruptă încă din era paleolitică.
Cea dintâi mențiune documentară datează din 1444, sub denumirea de Județul de Baltă, așezat în Câmpia Dunării și se întindea de la Balta Blahnița, aflată azi pe teritoriul județului Mehedinți, pâna la actuala comună doljeană, Bistreț.
Descoperiri de ultima oră (mai 2003) au relevat că localitatea Craiova, capitala județului, în afara denumirii antice, Pelendava, - posibil comun cu dacicul „Per”, ca în inscripția Decebalvs per Scorilor, adică Perendava, Cetate Regală, i e Municipiu Dac,Capitală regională a Daciei și care aparținea și dădea nobil până la treapta cea mai de sus a statului Dac Centralizat, a mai purtat în secolele VII-VIII denumirea latină Ponsiona (pod peste Jiu), dar posibil și Râu Maritim/ către Pont, denumire aflată pe o inscripție găsită pe un fragment de stelă în apropierea castrului Pelendava, datată din secolul al VII-lea, a primit o confirmare de extremă importanță, într-o hartă alcatuită în preajma bătăliei de la Nicopole (1396), inclusă într-un manuscris ce se păstrează la Biblioteca Națională de la Paris. Aceast document, relevat istoriografiei românești, prin bunăvoința ministerului francez al cultelor, probează continuitatea așezării Craiovei cel puțin între secolele VII-XII (preajma bătăliei de la Nicopole). Existența unui centru administrativ in zonă probează existența unei vieți destul de înfloritoare pe aria județului Dolj.
După o perioadă medievală înfloritoare, datorată situarii Marii Bănii a Olteniei pe teritoriul județului, la Craiova, a urmat o perioadă de tulburări sociale și politice în secolul al XVIII-lea și începutul secolului al XIX-lea când teritoriul județului Dolj, împreună cu cea mai mare parte a Olteniei, este disputat între români, otomani, austrieci și ruși.
Evenimentele politico-sociale petrecute în a doua jumătate a secolului al XIX-lea și începutul secolului XX, unirea principatelor, obținerea independenței, Marea Unire, reformele agrare au creat condiții favorabile dezvoltării economiei.

## Demografie
Componența etnică a județului Dolj
     Români (82,4%)
     Romi (4,99%)
     etnie necunoscută (12,2%)

Conform recensământului din 2021 județul Dolj avea o populație de 599.442 de locuitori, în scădere față de recensământul din 2011, atunci când fuseseră înregistrați 660.544 de locuitori. 
Recensământul din 2021 arată următoarea structură etnică a județului Dolj: 494.409 (82,48%) Români, 29.918 (4,99%) Romi, 723 (0,12%) Macedoneni, 119 (0,02%) Italieni iar pentru 73.592 (12,28%) de persoane nu se cunoaște apartenența etnică.

## Administrația publică
Județul Dolj este administrat de un consiliu județean format din 36 consilieri. În urma alegerilor locale din 2024, consiliul este prezidat de Dorin-Cosmin Vasile[*] de la PSD, iar componența politică a Consiliului este următoarea:
|  | Partid                            | Consilieri | Componența Consiliului | Componența Consiliului | Componența Consiliului | Componența Consiliului | Componența Consiliului | Componența Consiliului | Componența Consiliului | Componența Consiliului | Componența Consiliului | Componența Consiliului | Componența Consiliului | Componența Consiliului | Componența Consiliului | Componența Consiliului | Componența Consiliului | Componența Consiliului | Componența Consiliului | Componența Consiliului | Componența Consiliului | Componența Consiliului | Componența Consiliului |
|  | --------------------------------- | ---------- | ---------------------- | ---------------------- | ---------------------- | ---------------------- | ---------------------- | ---------------------- | ---------------------- | ---------------------- | ---------------------- | ---------------------- | ---------------------- | ---------------------- | ---------------------- | ---------------------- | ---------------------- | ---------------------- | ---------------------- | ---------------------- | ---------------------- | ---------------------- | ---------------------- |
|  | Partidul Social Democrat          | 21         |                        |                        |                        |                        |                        |                        |                        |                        |                        |                        |                        |                        |                        |                        |                        |                        |                        |                        |                        |                        |                        |
|  | Partidul Național Liberal         | 9          |                        |                        |                        |                        |                        |                        |                        |                        |                        |                        |                        |                        |                        |                        |                        |                        |                        |                        |                        |                        |                        |
|  | Alianța pentru Unirea Românilor   | 3          |                        |                        |                        |                        |                        |                        |                        |                        |                        |                        |                        |                        |                        |                        |                        |                        |                        |                        |                        |                        |                        |
|  | Uniunea Salvați România           | 1          |                        |                        |                        |                        |                        |                        |                        |                        |                        |                        |                        |                        |                        |                        |                        |                        |                        |                        |                        |                        |                        |
|  | Partidul Mișcarea Populară        | 1          |                        |                        |                        |                        |                        |                        |                        |                        |                        |                        |                        |                        |                        |                        |                        |                        |                        |                        |                        |                        |                        |
|  | [[:Forța Dreptei\|Forța Dreptei]] | 1          |                        |                        |                        |                        |                        |                        |                        |                        |                        |                        |                        |                        |                        |                        |                        |                        |                        |                        |                        |                        |                        |

## Economie
Principala industrie din județ este agricultura, datorită terenului arabil și relativ plat. Județul are un teren ideal pentru creșterea cerealelor, a vinurilor și a legumelor. Alte ramuri economice sunt găsite în principal doar în Craiova, cel mai mare oraș din sud-estul României nu doar de la un punct al populației, dar și a economiei.
Industria textilelor, al echipamentelor și a părților mecanice, industria vehiculelor, procesare chimică și industria alimentară sunt principalele ramuri industriale. Centrul industrial este evident Craiova, unde se află fabrica Ford din România. Sunt două mici orașe portuare pe Dunăre- Bechet și Calafat.

## Diviziuni administrative
Județul este format din 111 unități administrativ-teritoriale: 3 municipii, 4 orașe și 104 comune.
Lista de mai jos conține unitățile administrativ-teritoriale din județul Dolj.
| Stemă              | Nume               | Tip de localitate            | Populație          | Imagine            |
| Municipii și orașe | Municipii și orașe | Municipii și orașe           | Municipii și orașe | Municipii și orașe |
| ------------------ | ------------------ | ---------------------------- | ------------------ | ------------------ |
|                    | Băilești           | municipiu                    | 15.928             |                    |
|                    | Calafat            | municipiu                    | 13.807             |                    |
|                    | Craiova            | municipiu reședință de județ | 234.140            |                    |
|                    | Bechet             | oraș                         | 4.355              |                    |
|                    | Dăbuleni           | oraș                         | 10.333             |                    |
|                    | Filiași            | oraș                         | 15.031             |                    |
|                    | Segarcea           | oraș                         | 7.356              |                    |
| Comune             |                    |                              |                    |                    |
|                    | Afumați            | comună                       | 2.646              |                    |
|                    | Almăj              | comună                       | 1.792              |                    |
|                    | Amărăștii de Jos   | comună                       | 5.132              |                    |
|                    | Amărăștii de Sus   | comună                       | 1.541              |                    |
|                    | Apele Vii          | comună                       | 1.804              |                    |
|                    | Argetoaia          | comună                       | 4.331              |                    |
|                    | Bistreț            | comună                       | 4.211              |                    |
|                    | Botoșești-Paia     | comună                       | 585                |                    |
|                    | Brabova            | comună                       | 1.418              |                    |
|                    | Braloștița         | comună                       | 3.602              |                    |
|                    | Bratovoești        | comună                       | 3.230              |                    |
|                    | Breasta            | comună                       | 4.201              |                    |
|                    | Brădești           | comună                       | 4.248              |                    |
|                    | Bucovăț            | comună                       | 4.011              |                    |
|                    | Bulzești           | comună                       | 1.269              |                    |
|                    | Bârca              | comună                       | 3.720              |                    |
|                    | Calopăr            | comună                       | 3.667              |                    |
|                    | Caraula            | comună                       | 2.276              |                    |
|                    | Carpen             | comună                       | 2.063              |                    |
|                    | Castranova         | comună                       | 3.341              |                    |
|                    | Catane             | comună                       | 1.959              |                    |
|                    | Celaru             | comună                       | 3.929              |                    |
|                    | Cernătești         | comună                       | 1.559              |                    |
|                    | Cerăt              | comună                       | 4.191              |                    |
|                    | Cetate             | comună                       | 4.572              |                    |
|                    | Cioroiași          | comună                       | 1.463              |                    |
|                    | Ciupercenii Noi    | comună                       | 5.003              |                    |
|                    | Coșoveni           | comună                       | 3.238              |                    |
|                    | Coțofenii din Dos  | comună                       | 2.191              |                    |
|                    | Coțofenii din Față | comună                       | 2.121              |                    |
|                    | Cârcea             | comună                       | 4.644              |                    |
|                    | Cârna              | comună                       | 1.110              |                    |
|                    | Călărași           | comună                       | 5.195              |                    |
|                    | Daneți             | comună                       | 5.131              |                    |
|                    | Desa               | comună                       | 4.609              |                    |
|                    | Dioști             | comună                       | 2.534              |                    |
|                    | Dobrești           | comună                       | 2.015              |                    |
|                    | Dobrotești         | comună                       | 1.406              |                    |
|                    | Drăgotești         | comună                       | 1.899              |                    |
|                    | Drănic             | comună                       | 2.260              |                    |
|                    | Fărcaș             | comună                       | 2.047              |                    |
|                    | Galicea Mare       | comună                       | 3.962              |                    |
|                    | Galiciuica         | comună                       | 1.310              |                    |
|                    | Ghercești          | comună                       | 2.132              |                    |
|                    | Ghidici            | comună                       | 2.437              |                    |
|                    | Ghindeni           | comună                       | 1.843              |                    |
|                    | Gighera            | comună                       | 2.899              |                    |
|                    | Giubega            | comună                       | 1.782              |                    |
|                    | Giurgița           | comună                       | 2.354              |                    |
|                    | Gogoșu             | comună                       | 523                |                    |
|                    | Goicea             | comună                       | 2.760              |                    |
|                    | Goiești            | comună                       | 3.138              |                    |
|                    | Grecești           | comună                       | 1.497              |                    |
|                    | Gângiova           | comună                       | 2.312              |                    |
|                    | Izvoare            | comună                       | 1.321              |                    |
|                    | Ișalnița           | comună                       | 4.042              |                    |
|                    | Leu                | comună                       | 4.035              |                    |
|                    | Lipovu             | comună                       | 3.208              |                    |
|                    | Maglavit           | comună                       | 3.938              |                    |
|                    | Malu Mare          | comună                       | 7.548              |                    |
|                    | Melinești          | comună                       | 3.390              |                    |
|                    | Mischii            | comună                       | 1.782              |                    |
|                    | Moțăței            | comună                       | 5.920              |                    |
|                    | Murgași            | comună                       | 2.191              |                    |
|                    | Mârșani            | comună                       | 3.941              |                    |
|                    | Măceșu de Jos      | comună                       | 1.172              |                    |
|                    | Măceșu de Sus      | comună                       | 1.088              |                    |
|                    | Negoi              | comună                       | 2.298              |                    |
|                    | Orodel             | comună                       | 2.147              |                    |
|                    | Ostroveni          | comună                       | 4.451              |                    |
|                    | Perișor            | comună                       | 1.606              |                    |
|                    | Pielești           | comună                       | 4.666              |                    |
|                    | Piscu Vechi        | comună                       | 2.370              |                    |
|                    | Plenița            | comună                       | 4.156              |                    |
|                    | Pleșoi             | comună                       | 1.158              |                    |
|                    | Podari             | comună                       | 6.949              |                    |
|                    | Poiana Mare        | comună                       | 9.047              |                    |
|                    | Predești           | comună                       | 1.770              |                    |
|                    | Radovan            | comună                       | 1.150              |                    |
|                    | Rast               | comună                       | 3.198              |                    |
|                    | Robănești          | comună                       | 2.164              |                    |
|                    | Rojiște            | comună                       | 2.498              |                    |
|                    | Sadova             | comună                       | 8.361              |                    |
|                    | Scăești            | comună                       | 2.101              |                    |
|                    | Seaca de Câmp      | comună                       | 1.631              |                    |
|                    | Seaca de Pădure    | comună                       | 781                |                    |
|                    | Secu               | comună                       | 1.041              |                    |
|                    | Siliștea Crucii    | comună                       | 1.248              |                    |
|                    | Sopot              | comună                       | 1.646              |                    |
|                    | Sălcuța            | comună                       | 2.032              |                    |
|                    | Teasc              | comună                       | 3.059              |                    |
|                    | Terpezița          | comună                       | 1.360              |                    |
|                    | Teslui             | comună                       | 2.110              |                    |
|                    | Tălpaș             | comună                       | 1.049              |                    |
|                    | Unirea             | comună                       | 3.350              |                    |
|                    | Urzicuța           | comună                       | 2.870              |                    |
|                    | Valea Stanciului   | comună                       | 4.806              |                    |
|                    | Vela               | comună                       | 1.639              |                    |
|                    | Verbița            | comună                       | 1.056              |                    |
|                    | Vârtop             | comună                       | 1.666              |                    |
|                    | Vârvoru de Jos     | comună                       | 2.641              |                    |
|                    | Întorsura          | comună                       | 1.291              |                    |
|                    | Șimnicu de Sus     | comună                       | 5.733              |                    |
|                    | Țuglui             | comună                       | 2.734              |                    |

## Turism
Absența peisajelor naturale și transformările antropice determină un potențial turistic redus, dar care recompensează prin obiectivele turistice și arhitectonice din principalele orașe

### Rezervații naturale și monumente ale naturii
- Pădurea Ciurumela de la Poiana Mare - Este o rezervație forestieră, cu salcâmi bătrâni, apreciată pentru conținutul lemnos și dimensiunile arborilor, unici în Europa. Rezervația forestieră  se află pe partea dreaptă a drumului național Calafat – Bechet – Cernavodă, la circa 5 km de comuna Poiana Mare. Pădurea de salcâm care formează rezervația are o vechime de peste 90 de ani și se întinde pe o suprafață de 8 ha.
- Punctul fosilifer Bucovăț - În comuna Bucovăț se întinde pe o suprafață de 4 ha, un important punct fosilifer, cu o bogată faună fosilă de cochilii de moluște, care datează din Pleistocenul terminal, etajul Romanian, descoperit în anul 1949. Datorită cercetărilor și studiilor publicate despre fauna fosiliferă de moluște existentă aici, zona este ocrotită de lege.
- Rezervația ornitologică de la Ciupercenii Noi (la sud de Calafat) - În apropiere de comuna Ciupercenii Noi se întinde pe o suprafață de 500 ha un colț de luncă care a fost declarată rezervație ornitologică în anul 1971. Aici trăiesc peste 140 de specii de păsări, unele rare, printre care se numără barza neagră, egreta mică, rața pestriță, lișița, codobatura albă, stârcul roșu etc. Este singurul loc din lunca Dunării care a rămas neîndiguit.
- Rezervația de bujori sălbatici de la Plenița - Este unică în Romania.
- Păduri - Zona Doljului este presarată cu numeroase păduri cum sunt cele de la Coșoveni (o zonă de vanatoare de căpriori și fazani la 10 km de Craiova pe DN 6), Radovan (la 30 km de Craiova) sau de la Braniște (cu stejar brumăriu).
- Parcul Nicolae Romanescu din Craiova - Realizat după planurile arhitectului francez E. Redont între anii 1900 – 1903, este unul dintre cele mai mari parcuri din țară (cu o suprafață de 90 ha). Aici au fost amenajate sere, un lac cu insule, statui și un frumos pod suspendat.

## Personalități
- Corneliu Baba
- Ioana Bulcă
- Marcel Iureș
- Alexandru Macedonski
- Titu Maiorescu
- Amza Pellea
- Doina Ruști
- Marin Sorescu
- Francisc Șirato
- Nicolae Titulescu
- Ion Țuculescu
- Nicolae Vasilescu Karpen
- Ion D. Sîrbu
- Nicolae Coculescu
- Gogu Constantinescu
- Dimitrie Gerota
- Nicolae Dinculeanu